# Miss Europe 1948

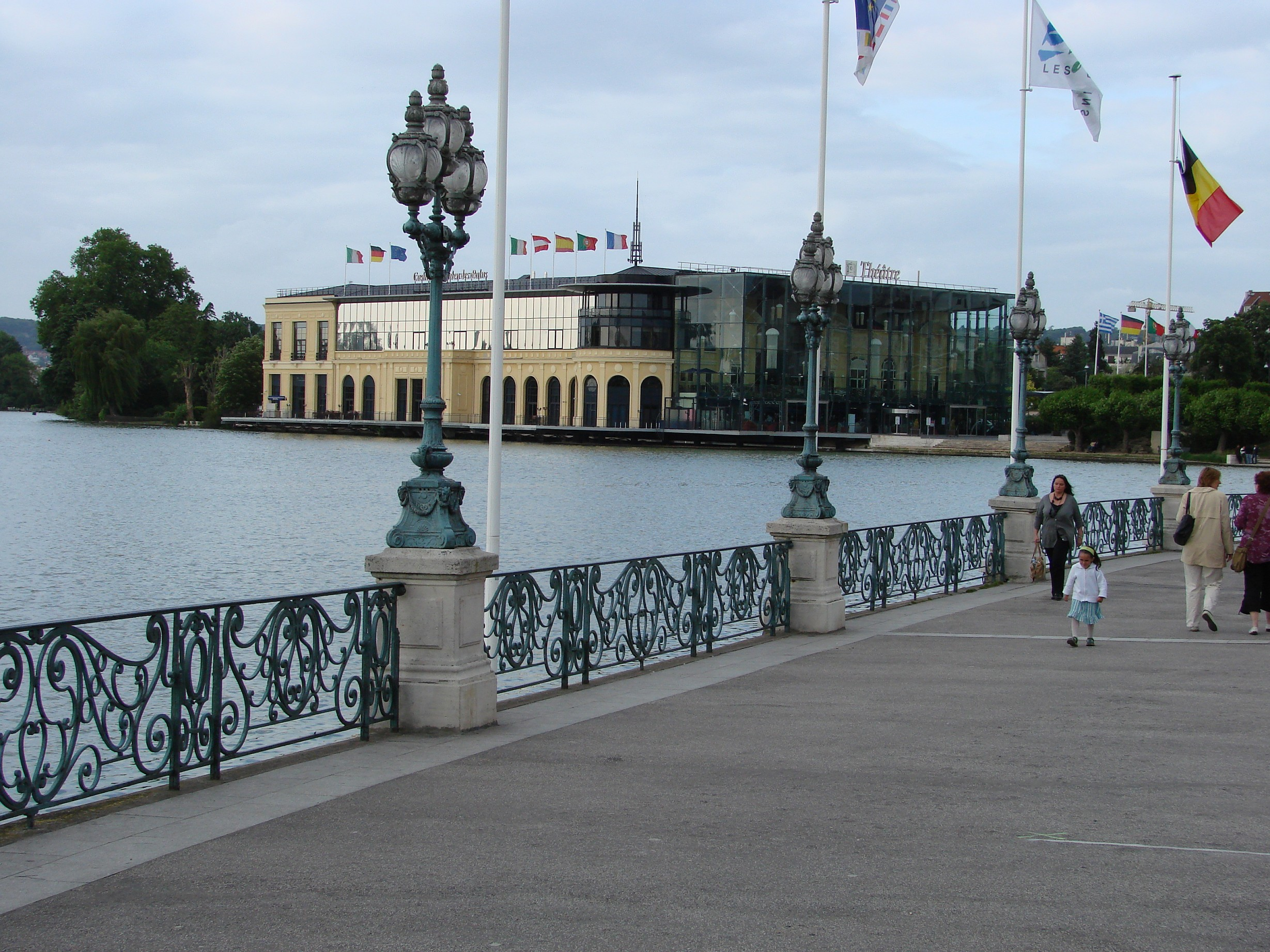
Uferpromenade und Casino in Enghien-les-Bains, Ort der Veranstaltung

Der Wettbewerb um die Miss Europe 1948 war der erste, den die Mondial Events Organisation (MEO) durchführte. Diese war von den Franzosen Roger Zeiler und Claude Berr ins Leben gerufen worden, hatte ihren Sitz in Paris und organisierte den Wettbewerb bis 2002.
Die Kandidatinnen waren in ihren Herkunftsländern von nationalen Organisationskomitees ausgewählt worden, die mit der MEO Lizenzverträge abgeschlossen hatten.
Die Veranstaltung fand am 6. Juni 1948 im Casino des nordfranzösischen Thermalbades Enghien-les-Bains statt. Es gab 12 Bewerberinnen.
| Land                        | Schreibweise bei Pageantopolis | Schreibweise in der Heimatsprache |
| --------------------------- | ------------------------------ | --------------------------------- |
| Platzierungen               |                                |                                   |
| 1. Frankreich               | Jacqueline Donny               | Jacqueline Donny                  |
| 2. Finnland                 | Anna-Liisa Leppänen            | Anna-Liisa Leppänen               |
| 3. Schweiz                  | Helena Sutter                  |                                   |
| Weitere Teilnehmerinnen     |                                |                                   |
| Belgien                     | ?                              |                                   |
| Dänemark                    | ?                              |                                   |
| Französische Überseegebiete | ?                              |                                   |
| Großbritannien              | Audrey Smith                   |                                   |
| Italien                     | Rossana Martini                | Rossana Martini                   |
| Jugoslawien                 | ?                              |                                   |
| Österreich                  | Ingrid Jonaszin                | Ingrid Jonaszin                   |
| Tschechoslowakei            | ?                              |                                   |
| Disqualifiziert             |                                |                                   |
| Schweden                    | Betty Bjurstroem               | Betty Bjurström A                 |